# Asembagus (Asembagus)
Asembagus is een bestuurslaag in het regentschap Situbondo van de provincie Oost-Java, Indonesië. Asembagus telt 6586 inwoners (volkstelling 2010).